# Microbisium manicatum
Microbisium manicatum är en spindeldjursart som först beskrevs av Ludwig Carl Christian Koch 1873.  Microbisium manicatum ingår i släktet Microbisium och familjen helplåtklokrypare. Inga underarter finns listade i Catalogue of Life.